# あぶメン刑事
あぶメン刑事（あぶメンでか）は、首都圏のケーブルテレビネットワーク・東京デジタルネットワーク(TDN)の加盟各局が制作したテレビ番組。正式タイトルは「首都圏麺バトル ラーメン特集 あぶメン刑事」。放送時間は30分。1回の放送中に全5話分の放送を行う。
制作は東京ケーブルネットワーク（文京区・千代田区・荒川区）。
なお、続編「もっとあぶメン刑事」が東京ケーブルネットワークで放送されている。

## 内容
あぶメン署捜査課のはみだし刑事・タカヤマと大下（ホーム・チーム）が、東京都内（荒川・文京・千代田区）にある美味しいラーメン店の紹介をする。

## 概要
- あぶメンとは「美味しすぎてあぶないラーメン」の略語である。
- 1話につき1店のラーメン店を紹介する。
- あぶメン容疑がかけられた捜査対象となるラーメン店のラーメンが美味しいと、ユウジに“逮捕しちゃうぞっ!!”（もしくは“逮捕する!!”、“確保する!!”、“確保っ!!”）と言われてしまう。
- 第1話・第3話・第5話ではホーム・チームの二人が自ら登場してラーメン店の紹介と試食を行うが、第2話・第4話ではナレーションのみの登場（ラーメンの試食は無し）である。
- ラーメンの試食中、画面左端にあぶメンゲージ（0%～100%までの25%刻みの目盛りが入っている）なるものが表れ、タカヤマと大下が美味しい反応をすると25%ずつゲージが上がっていき“あぶメン度”が100%に達すると食べたラーメンが“あぶメン”であると確定され、店主もしくは店長が逮捕されてしまう。

## 主な登場人物（キャスト）

### あぶメン署捜査課
タカヤマ 敏樹（檜山 豊）
通称「タカ」。
大下 ユウジ（与座 嘉秋）
通称「ユウジ」。酒は強いが、辛い食べ物は苦手。

### あぶメン署少年課
真山 カオル（みはる）
通称「カオル」。

## サブタイトル
- 第1話 「偶然」
- 第2話 「漆黒」
- 第3話 「意外」
- 第4話 「極辛」
- 第5話 「復活」

## 番組で紹介されたお店とラーメン
- 第1話 のぶ工房　　　　　牛筋らあめん
  - 容疑：牛の味しすぎて美味しすぎるぞ! あぶメン容疑
- 第2話 初代けいすけ　　　黒味噌らーめん
  - 容疑：そんな色のラーメンがあってもいいのかよ! しかも美味しいじゃんのあぶメン容疑
- 第3話 彩菜酒麺・客家（さいさいしゅめん・くーちゃ）　　豚足老麺
  - 容疑：チャーシューが柔らかいのは当たり前! でもあれがこんなに柔らかくていいの! あぶメン容疑
- 第4話 北キツネ　　　　　ヘンラーラーメン
  - 容疑：不明（第4話のみ、あぶメン容疑が述べられていない）
- 第5話 あがさの木　　　　太櫻麺
  - 容疑：長い間の沈黙を破り復活! 辛い! けど美味しい! あぶメン容疑

## 備考
同時期に東京デジタルネットワークの加盟各局が制作したラーメン関連の番組には以下のようなものがある。
番組名=「首都圏　麺バトル～イケメン揃い? 江戸川麺'Sカーニバル～」
放送局=　制作：江戸川ケーブルテレビ（江戸川区）
番組名=「首都圏　麺バトル～としま　麺　アラカルト～」
放送局=　制作：としまテレビ（豊島区）
番組名=「首都圏　麺バトル～区民が薦める 港区のラーメン店～」
放送局=　制作：ケーブルテレビジョン東京（港区・新宿区）

## 参考
- タカヤマと大下は表紙に“あぶメンPOLICE”と書かれた黒い手帳（黒いメモ帳に“あぶメンPOLICE”というシールが貼りつけてある。）を所持している。
- タカヤマと大下は刑事なのに手錠を所持していない。
- タカヤマと大下が捜査を終えて、あぶメン署に戻ってきた時に、カオルが二人のために夜食“カオル特製ぶよぶよ麺”を作って待っていた。
- カオル特製ぶよぶよ麺は、ケチャップ、ソース、にんにくとそのへんに落ちていた物からできており、正式名称は「カオル特製ちょ～あぶない麺、ケチャップ&ソース&にんにく&そのへんに落ちていた物た～っぷりのぶよぶよ麺よぉ～」である。
- タカヤマとユウジが捜査に使用している車に搭載されている無線機のコールサインは“あぶメン5”（あぶメンご）である。
- ラーメンのスープに“とろみ”があると“あぶメン度”を高めてしまう。
- 第1話で登場した牛筋らあめん以上のインパクトに勝るラーメンがしばらく出てこないと思いこんだユウジは番組途中で休暇をとって“モルジブ”に行こうとしていた。